# Ivan Roos
Ivan Wilhelm Roos, född 18 mars 1923 i Umeå landsförsamling, död 12 april 1999 i Lidingö, var en svensk flygare och målare. 
Han var son till advokaten Birger Johan Adolf Roos och Ingrid Kiær samt bror till Birgitta Roos. Han var under andra världskriget pilot i Svenska flygvapnet och vid krigsslutet sökte han sig till SAS som trafikpilot. Med tiden tog han konstintresse över och han studerade måleri vid Konsthögskolan 1953–1955 och under studieresor till Amerika, Portugal och Marocko. Tillsammans med Sven Lundqvist ställde han ut i Umeå 1957 och han medverkade i Stockholmssalongerna på Liljevalchs konsthall och Lidingösalongen på Lidingö läroverk. Hans konst består av stilleben, figurer och landskap i olja.
Roos var gift med skådespelaren Öllegård Wellton 1950–1953 och från 1954 med Ingrid Wetterdal. Han är begravd i minneslunden på Lidingö kyrkogård.

### Fotnoter
1. ↑  Wellton, Öllegård i Vem är det 1957
2. ↑  Bröllopsnotis i Svenska Dagbladet 13 september 1954